# Улица Усти-на-Лабе
Улица Усти-на-Лабе — улица в городе Владимир. Проходит от Лыбедской магистрали до рокадной дороги. Является границей Фрунзенского и Октябрьского районов города. Протяжённость улицы около 1730 м.

## История
Улица начала складываться с 1950 года при застройке новых жилых кварталов, главным образом, домами для рабочих Владимирского завода взрывобезопасных электромоторов. С этим связано и первоначальное название улицы — Электрозаводская. Улица прошла от современной площади им. Фрунзе до улицы 16 лет Октября.
Современное название улица получила решением Владимирского городского совета № 283 от 15 мая 1975 года, в связи с 30-летием освобождения Чехословакии советскими войсками от немецко-фашистских оккупантов в конце Великой Отечественной войны и в знак укрепления деловых и культурных связей города Владимир с городом Усти-над-Лабем (чеш. Ústí nad Labem) Северо-Чешской области Чехословацкой Социалистической Республики (мемориальная доска в память этого события установлена на д. 21/53, угол с улицей Мира). Позднее, в 2000 году, части улицы Усти-на-Лабе от рокадной дороги до улицы 16 лет Октября вернули изначальное название — Электрозаводская.
В ответ на наименование улицы во Владимире в свою честь в том же году одной из гостиниц в центре Усти-над-Лабем было дано название «Владимир».
После 1990-х годов партнёрские отношения практически не осуществлялись, хотя официально и не расторгались. В 2010-х годах представители общественности Усти-на-Лабем стали работать над проектом восстановления отношений с Владимиром, однако весной 2022 года власти чешского города приняли решение о расторжении партнёрских отношений с Владимиром из-за несогласия с политикой России на Украине. Руководство города Владимира приняло решение не переименовывать улицу, названную в честь города-побратима из Чехии, хотя за переименование высказывались инициативные группы, предлагался вариант переименования — Донбасская (отношения с Донецкой народной республикой активно развивались). Большинство местных жителей высказались против переименования.
Осенью 2024 года проведено озеленение улицы.